# Фок, Николай Александрович
Никола́й Алекса́ндрович Фок (1859, Москва — после 1921) — генерал-майор русской императорской армии, участник Первой мировой войны.

## Биография
Родился 11 октября 1859 года[по какому календарю?] в семье Александра Антоновича Фока (1815—1874) и Татьяны Петровны Ларионовой (1826—1893); имел двух сестёр и четырёх братьев — Марию, Елизавету, Петра (1854—1886), Александра (1858—1919), Якова (1864—1916), Владимира (1866—?).
В 1874—1878 годах учился в Константиновском межевом институте. В 1878—1880 годах учился в 3-м военном Александровском училище, окончив его по 1-му разряду. Был выпущен прапорщиком в 15-ю артиллерийскую бригаду. В 1881 году произведён в подпоручики. В 1884 году поступил в Николаевскую академию Генерального штаба. В 1885 году произведён в поручики, в 1891 году — в штабс-капитаны, в 1896 году — в капитаны. Окончил Офицерскую артиллерийскую школу. В 1904 году произведён в подполковники. В 1913 году произведён в полковники. В 1913—1916 годах был командиром 2-го дивизиона 37-й артиллерийской бригады. В 1916 году произведён в генерал-майоры. С 1916 года командир 3-й стрелковой артиллерийской бригады.
Служил в Рабоче-крестьянской Красной армии.

## Награды
- 1899 — орден Св. Станислава 2-й степени
- 1906 — орден Св. Анны 2-й степени
- 1914 — орден Св. Владимира 4-й степени
- 15 февраля 1914 — орден Св. Владимира 3-й степени (11 января 1915 — мечи к ордену)
- 6 марта 1915 — мечи и бант к ордену Св. Владимира 4-й степени
- 9 марта 1915 — Георгиевское оружие.
- 13 мая 1915 — мечи к ордену Св. Анны 2-й степени
- 29 мая 1915 — Высочайшее благоволение
- 3 октября 1916 — мечи к ордену Св. Станислава 2-й степени.